# Горки (Ярцевский район)
Го́рки — деревня в Ярцевском районе Смоленской области России. Входит в состав Подрощинского сельского поселения. Население — 28 жителей (2007 год). 
Расположена в центральной части области в 9 км к юго-западу от Ярцева, в 12 км южнее автодороги М1 «Беларусь». В 11 км севернее деревни расположена железнодорожная станция Ярцево на линии Москва — Минск.

## История
В годы Великой Отечественной войны деревня была оккупирована гитлеровскими войсками в июле 1941 года, освобождена в сентябре 1943 года.
В 1913 году в Горках родился советский историк Михаил Тимофеевич Белявский.